# الزراعة في المملكة المتحدة

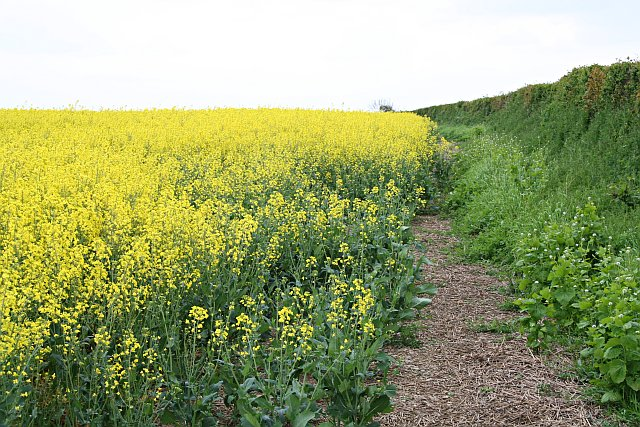

تستخدم الزراعة في المملكة المتحدة 69٪ من مساحة البلاد، وتوظف 1.5٪ من القوى العاملة لديها (476،000 شخص) وتسهم بنسبة 0.62٪ من إجمالي القيمة المضافة (9.9 مليار جنيه استرليني). تنتج المملكة المتحدة أقل من 60٪ من الطعام الذي يستهلك. وعلى الرغم من أن النشاط الزراعي متواجد في معظم المواقع الريفية، فإنه يتركز في شرق أنجليا والجنوب الغربي للمملكة. هناك تباين كبير في الحجم من أقل من 20 إلى أكثر من 100 هكتار.
على الرغم من توفر المزارعين المهرة والتكنولوجيا العالية والتربة الخصبة والإعانات، فإن أرباح المزارع منخفضة نسبيا، ويرجع ذلك أساسا إلى انخفاض الأسعار في بوابة المزرعة. إن انخفاض الدخل وارتفاع أسعار الأراضي ونقص الأراضي الزراعية لا تشجع الشباب على الانضمام إلى هذه الصناعة. متوسط عمر صاحب المزرعة البريطانية هو الآن 59 عاما.
في الآونة الأخيرة كانت هناك تحركات نحو الزراعة العضوية في محاولة للحفاظ على الأرباح، والكثير من المزارعين يكملون دخلهم من خلال تنويع الأنشطة بعيدا عن الزراعة النقية. ويتيح الوقود الحيوي فرصا جديدة للمزارعين في ظل المخاوف المتزايدة بشأن أسعار الوقود الأحفوري، وتغير المناخ. وهناك وعي متزايد بأن للمزارعين دورا هاما يلعبونه كمحافظين على الريف البريطاني والحياة البرية.
تبلغ المساحة الإجمالية الزراعية حوالي 000 171 كيلومتر مربع (43 مليون فدان)، أو 000 183 كيلومتر مربع، بما في ذلك أراضي الرعي الخام، منها حوالي 000 64 كيلومتر مربع (15،3 مليون فدان) قابلة للزراعة، وتعطى معظم الباقي للمراعي. وخلال موسم النمو، يخصص حوالي نصف المساحة الصالحة للزراعة لمحاصيل الحبوب، ومن المساحة المحصولية للحبوب، أكثر من 65 في المائة من القمح. ويوجد نحو 31 مليون رأس من الأغنام و 10 ملايين رأس من الماشية و 9.6 مليون من الدواجن و 4.5 مليون من الخنازير. حوالي 70٪ من المزارع هي التي يشغلها المالك، والباقي مستأجرة للمزارعين المستأجرين. معظم المزارعين كبار في السن، ويرجع ذلك جزئيا إلى انخفاض الدخل، ويصعب توظيف الشباب للانخراط في الزراعة. ويبلغ متوسط عمر مالك المزرعة 59 سنة.